# Georg Horstmann
Georg Horstmann (* 23. Mai 1894 in Bielefeld; † 20. November 1940 in Düsseldorf) war ein preußischer Verwaltungsjurist und Landrat.

## Leben
Er studierte Rechtswissenschaften in Bonn und wurde im Sommersemester 1912 Mitglied im Bonner Kreis.
1921 war Horstmann Bürgermeister von Xanten. Vom 4. Oktober 1932 bis zum 25. März 1933 diente er als kommissarischer Polizeipräsident in Oppeln. Von 1933 bis 1934 amtierte er als kommissarischer Landrat im Landkreis Frankenstein i. Schles. sowie auch im Landkreis Breslau. Ab 1937 bis 1940 wirkte Horstmann als Landrat im Rhein-Wupper-Kreis.